# Bataille de Blanco Canyon
 (mars 2022).
Guerres indiennes
La bataille de Blanco Canyon qui eut lieu le 10 octobre 1871 est le point culminant de la campagne militaire menée par le colonel Ranald S. Mackenzie de la United States Army contre plusieurs groupes de Comanches dans l'ouest du Texas à l'automne 1871.
Le matin du 10 octobre, alors qu'ils poursuivaient un petit groupe d'Amérindiens, un petit détachement de soldats américains fut pris en embuscade. L'arrivée du gros des troupes contraignit les guerriers comanches à se retirer. Mackenzie et ses troupes les poursuivirent durant plusieurs jours, les obligeant à abandonner dans leur fuite une partie de leur matériel et de leurs provisions.